# Les Bidochon voient tout, savent tout
Les Bidochon voient tout, savent tout est le dix-huitième album de la série Les Bidochon créée par Christian Binet, paru en 2002.

## Synopsis
Robert et Raymonde s'initient au monde de l'occulte. Robert consulte une voyante qui lui prédit « un grand malheur » grâce aux 19 mancies et précise sa vision en lisant dans ses numéros de carte bancaire (« vous allez être ruiné »). Il crée également une « citadelle» pour se protéger face aux mauvais esprits en entourant le canapé de sel et tente un voyage spirituel avec Raymonde, Giselle et René. Finalement, lors d'une séance de spiritisme, Raymonde réussit à invoquer Jack l'Éventreur et Napoléon.

## Commentaires
- Après la macrobiotique et le téléphone mobile, René et Gisèle, les amis des Bidochon, les initient à une nouvelle mode.
- Beaucoup de citations de cet album proviennent d'un véritable livre sur l'occultisme.
- Certaines cases semblent être découpées dans les petites annonces des journaux, lieu de prédilection des annonces de professionnels de la voyance.
- Une fois encore, le fantastique fait irruption dans Les Bidochon.

## Couverture
Robert et Raymonde sont assis à table. Elle semble s'ennuyer tandis qu'il fait girer un pendule au-dessus d'un as de cœur.